# توم كلانسيز رينبو إكستراكشن
توم كلانسيز رينبو إكستراكشن (بالإنجليزية: Tom Clancy's Rainbow Six Extraction)‏ هي لعبة تصويب تكتيكي قادمة من تطوير شركة يوبي سوفت مونتريال ونشر شركة يوبي سوفت.من المقرر إصدار اللعبة في يناير 2022 على منصات مايكروسوفت ويندوز،بلاي ستيشن 4،بلاي ستيشن 5،جوجل ستاديا،إكس بوكس ون وإكس بوكس سيريس إكس وسيريس أس.